# Friesach
Friesach è un comune austriaco di 5 010 abitanti nel distretto di Sankt Veit an der Glan, in Carinzia; ha lo status di città (Stadtgemeinde). Dal suo territorio furono scorporate ed erette in comuni autonomi le località di Töschelsdorf (nel 1873), Zeltschach (1890) e Micheldorf (1892). Nel 1973 Micheldorf e Zeltschach furono nuovamente aggregate a Friesach assieme all'altro comune soppresso di Sankt Salvator; Micheldorf è tornato autonomo nel 1992.

## Monumenti e luoghi d'interesse
- Castello di Staudachhof, nella omonima frazione.

## Gemellaggi
- Cormons[1]
- Bad Griesbach im Rottal